# Libellago lineata
Libellago lineata är en trollsländeart. Libellago lineata ingår i släktet Libellago och familjen Chlorocyphidae. IUCN kategoriserar arten globalt som livskraftig.

## Underarter
Arten delas in i följande underarter:
- L. l. indica
- L. l. lineata

## Bildgalleri

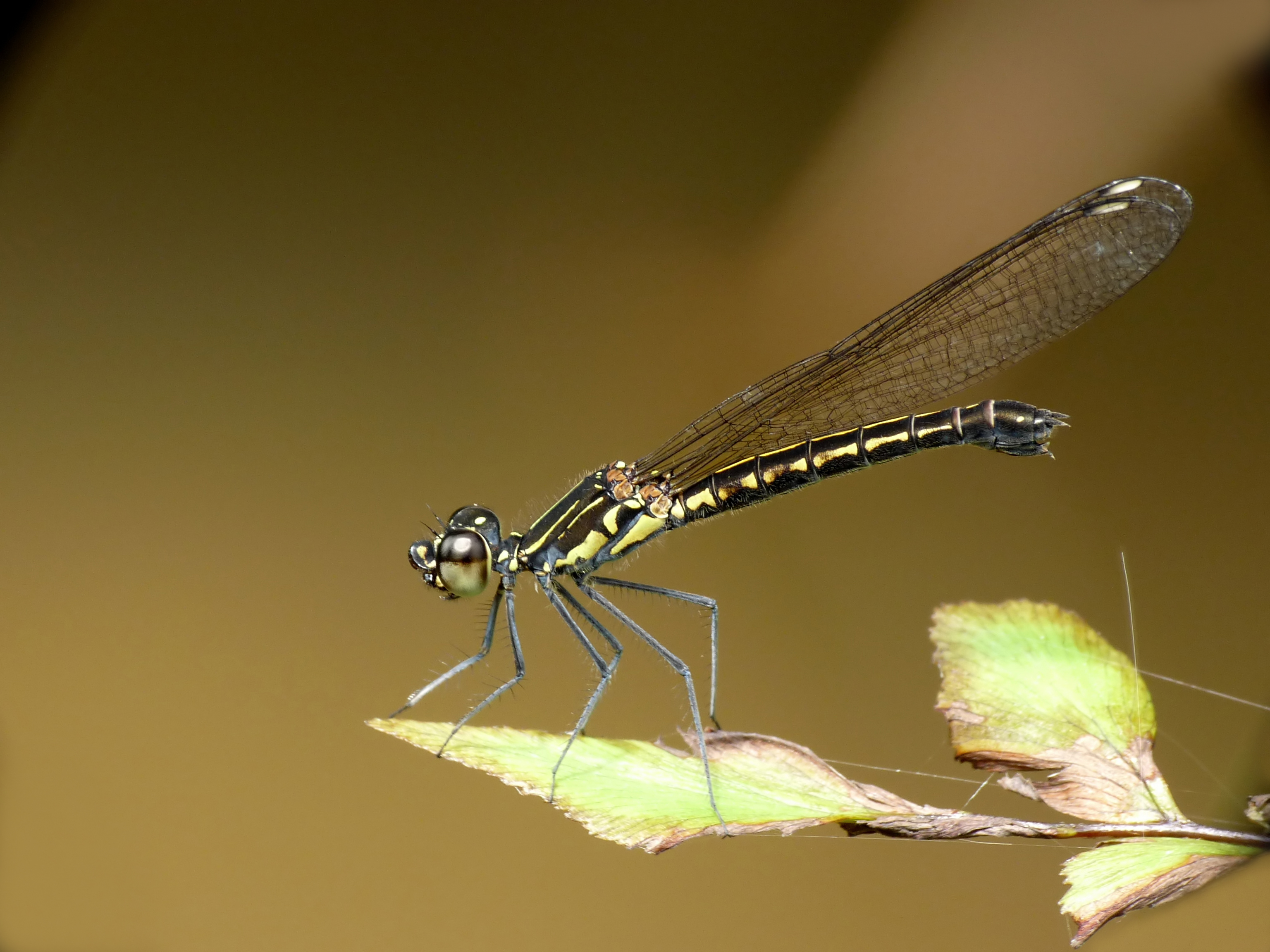
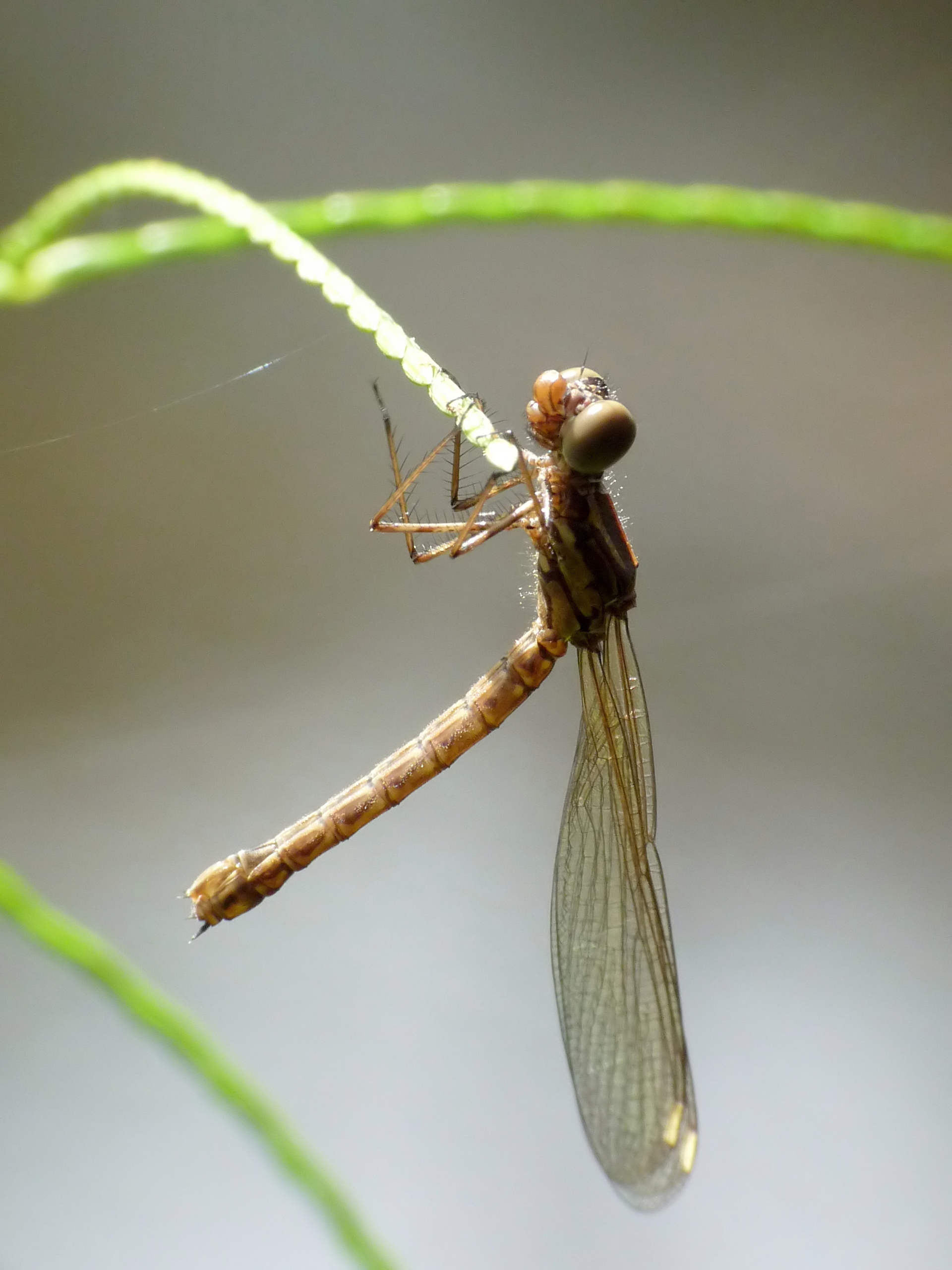
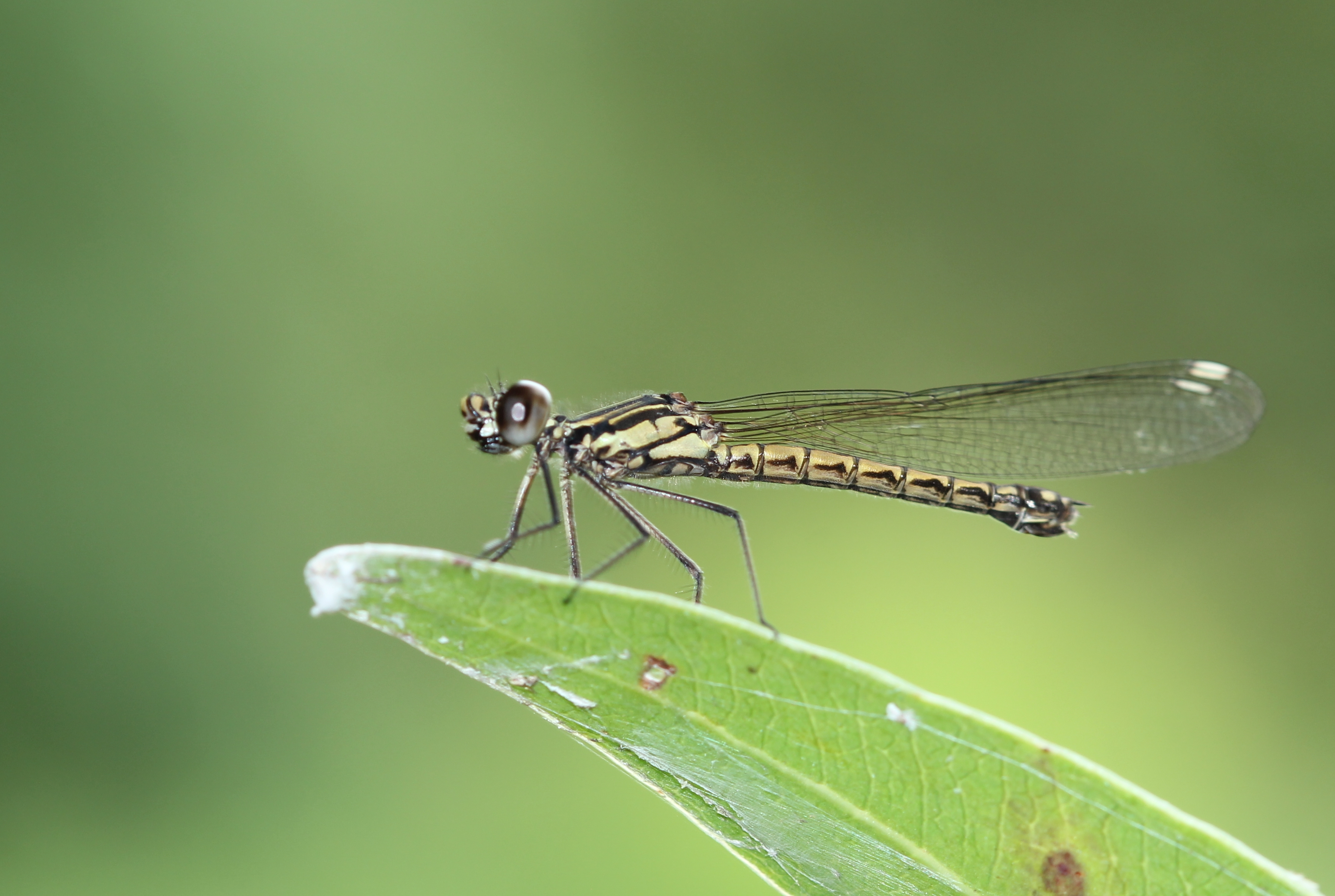
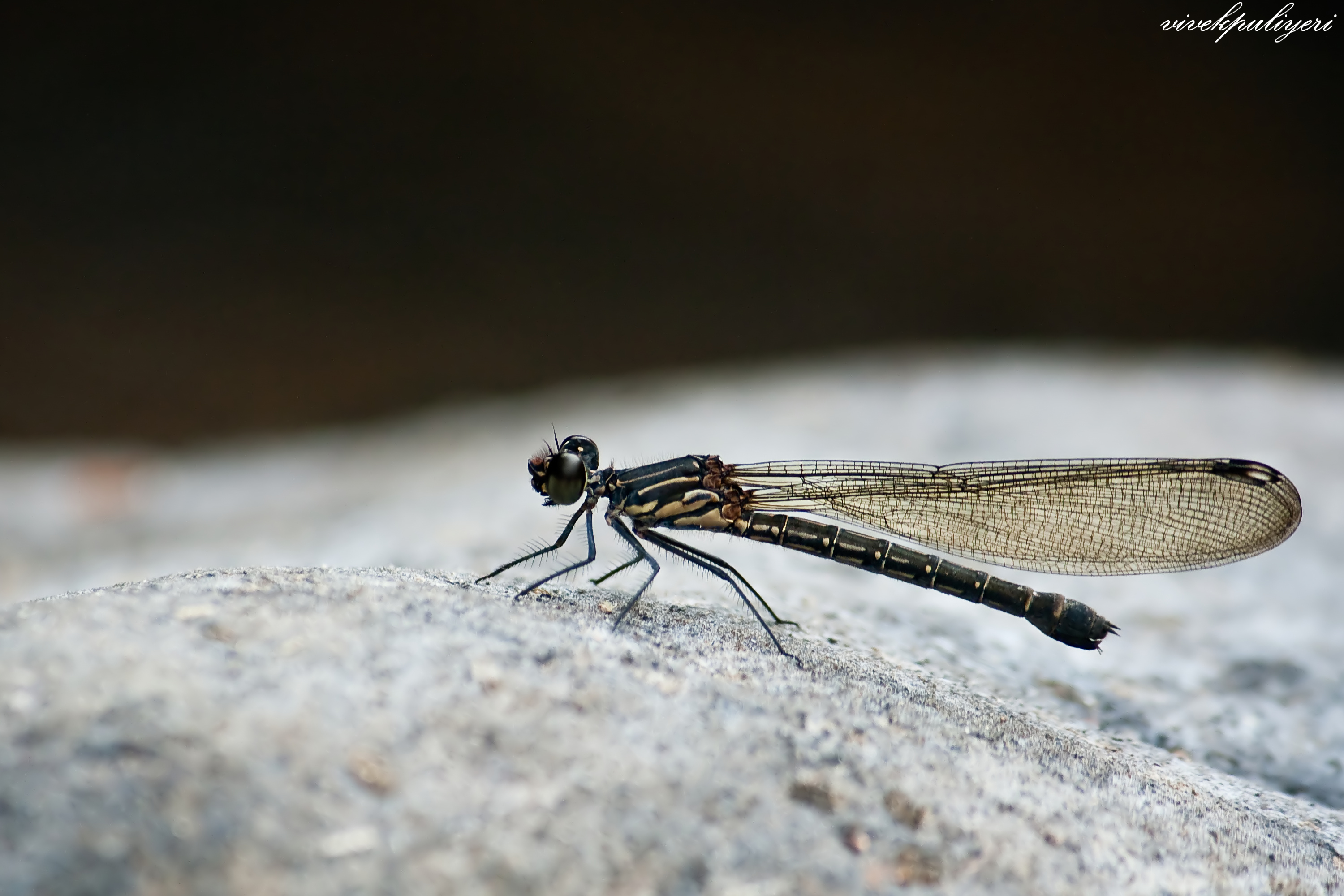